# 海老名市立今泉小学校
海老名市立今泉小学校（えびなしりつ いまいずみしょうがっこう）は、神奈川県海老名市上今泉にある市立小学校。

## 沿革
出典
- 1981年4月1日: 海老名市立海老名小学校、同市有鹿小学校、同市上星小学校より分離
  - 4月25日: 校舎落成式・開校式、この日が開校記念日となる
  - 6月9日: PTA設立
  - 7月8日: 校章制定、開校記念日制定
  - 9月9日: 校歌制定
  - 10月27日: 体育館完成
  - 12月18日: 体育館落成記念
- 1982年8月16日: プール完成
- 1995年9月7日: 富士ふれあいの森での課外活動開始
- 2022年2月吉日:新校舎完成

## 教育方針
出典
教育理念
真理を愛し、生命を尊び、創造と協力の喜びを知り、心身共に健全で調和のとれた児童を育てる
教育目標
かしこく やさしくたくましく

## 新校舎
2022年、児童数の急増に対応するため、新校舎が完成した。新校舎には各フロア中心に多目的スペースが設けられていて、ホワイトボードや個人ロッカーなどこれまでとは異なる設備があるそう。

## 通学区域
出典
- 海老名市
  - 泉1丁目
  - 泉2丁目
  - 扇町
  - 上今泉1633〜2044
  - 上郷2丁目
  - 上郷3丁目
  - 上郷4丁目
  - 国分北1丁目2番～41番
  - 国分北2丁目1番～7番
  - 下今泉
  - 下今泉1丁目
  - 下今泉2丁目
  - 下今泉3丁目
  - 下今泉4丁目
  - 下今泉5丁目
  - めぐみ町2番～5番

## 進学中学校
出典
- 海老名市
  - 海老名市立海老名中学校
  - 海老名市立海西中学校
  - 海老名市立今泉中学校

## 交通
出典
小田急電鉄、相鉄海老名駅より徒歩18分
JR相模線海老名駅徒歩15分

## 周辺施設
- 海老名駅